# Un amour (roman)
Pour plus de détails, voir Fiche technique et Distribution.
Un amour (roman) est un documentaire français réalisé par Richard Copans et sorti en 2015.

## Synopsis
Richard Copans raconte l'histoire d'amour de ses parents avec l'aide de la plume de l'écrivain Marie Nimier.

## Fiche technique
- Titre : Un amour (roman)
- Réalisation : Richard Copans
- Scénario : Richard Copans et Marie Nimier
- Photographie : Richard Copans
- Son : Sylvain Copans
- Mixage : Dominique Vieillard
- Montage : Catherine Gouze
- Musique : Michel Portal et Vincent Peirani
- Production : Les Films d'ici
- Production exécutive : Anne Cohen-Solal
- Distribution : Shellac
- Pays  :  France
- Genre : documentaire
- Durée : 90 minutes
- Date de sortie : France - 25 mars 2015

## Distribution
- Dominique Blanc : voix